# ريدي ستيدي كووك
ريدي ستيدي كووك هو برنامج تلفزيوني من إنتاج شركة بي بي سي البريطانية.
يقوم البرنامج بتقديم مجموعة مختلفة من الوجبات والأكلات من مكونات محدودة خلال 20 دقيقة، وهي تشمل أطباق اللحوم والدواجن، ومجموعة من الأغذية النباتية ووجبات الطعام والحلويات.

## روابط خارجية
- ريدي ستيدي كووك على موقع IMDb (الإنجليزية)
- ريدي ستيدي كووك على موقع قاعدة بيانات الفيلم (الإنجليزية)